# Treenighetens katedral, Verchoture
Treenighetens katedral (ryska: Троицкий собор; translitteration: Troitskij sobor) är en rysk-ortodox katedral belägen i staden Verchoture, i Sverdlovsk oblast vid Uralbergen i Ryssland.
Kyrkan är helgad åt Treenigheten och tillhör Jekaterinburgs stift.

## Historik
Treenighetens katedral i Verchoture började att byggas år 1703. Den invigdes 1709 och stod klar 1712.
1932 stängdes katedralen ned. 1991 lämnades kyrkan tillbaka församlingen och har varit i tjänst sedan 1998.

## Bilder

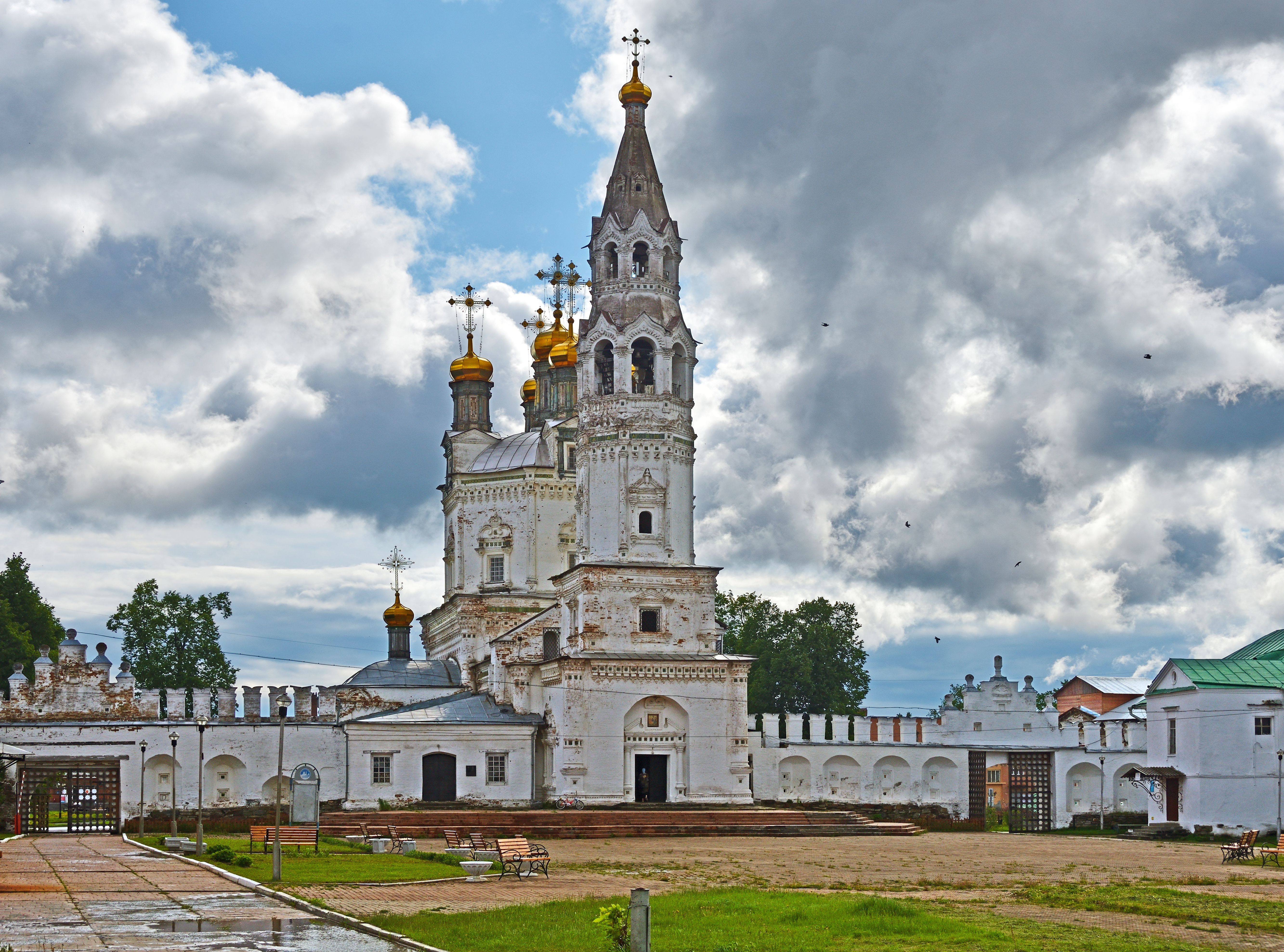
Framsidan.
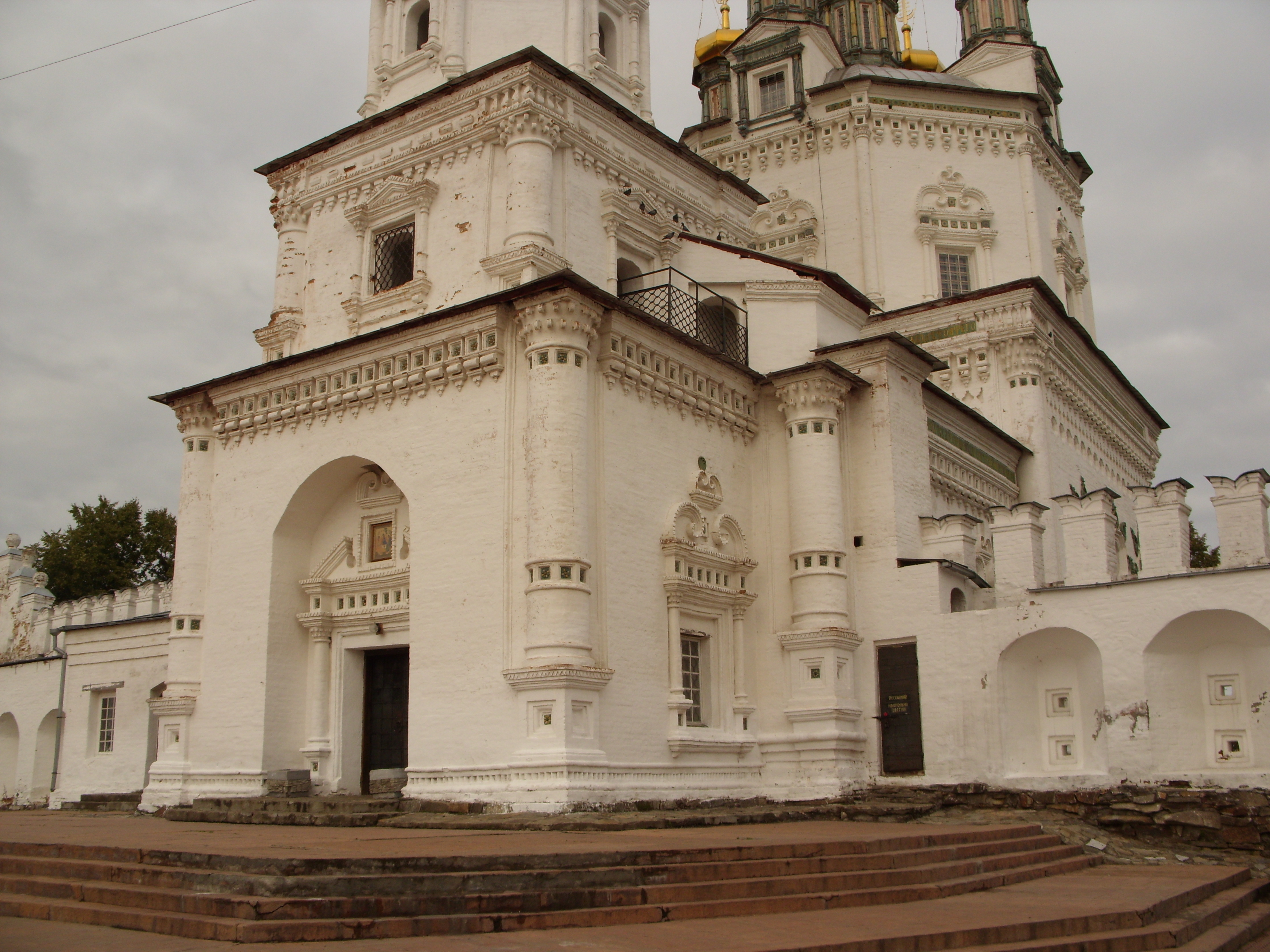
Närbild på framsidan och entrén.
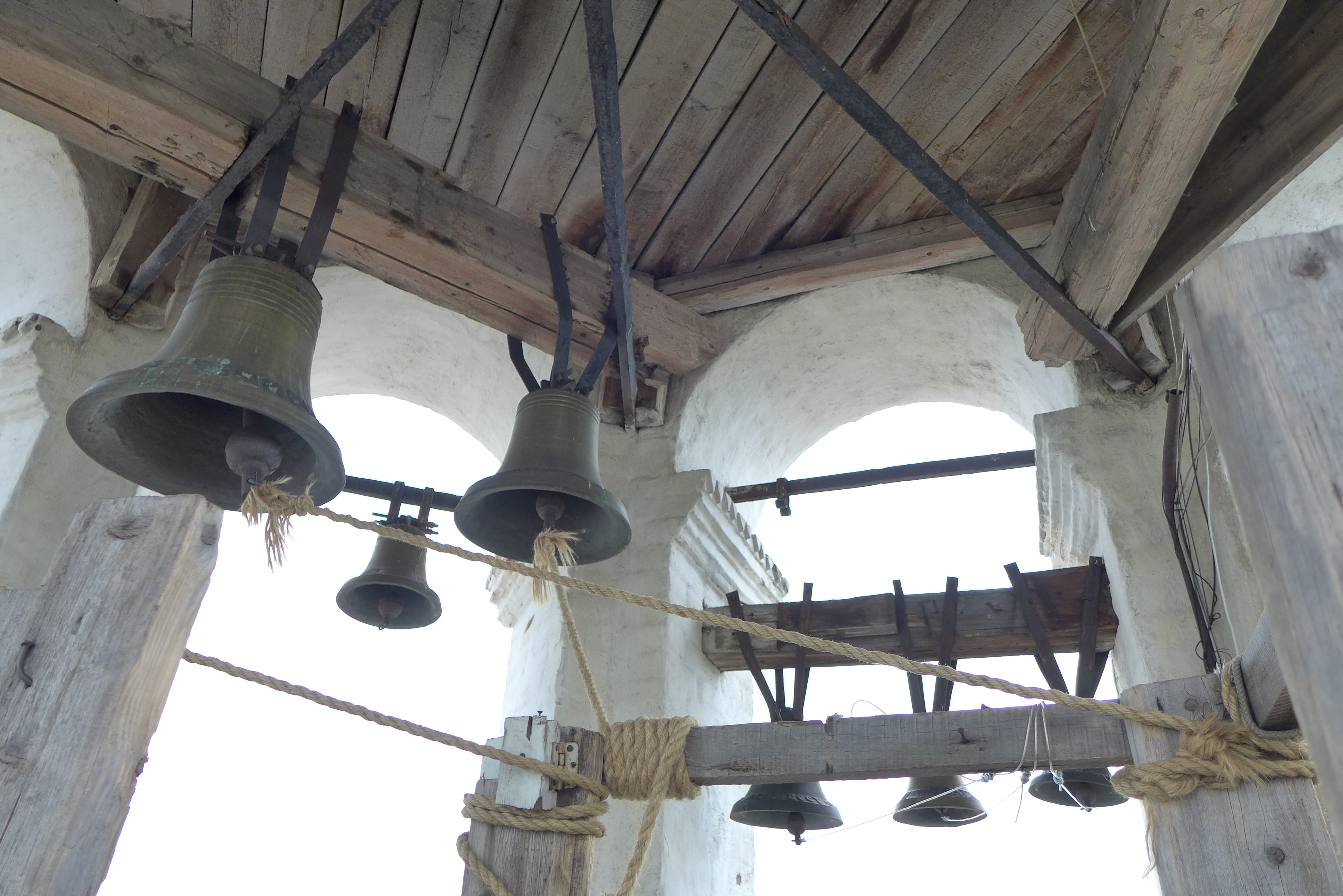
Klockor.